# 100 años de cine en el Perú: Una historia crítica
100 años de cine en el Perú: Una historia crítica es un libro histórico escrito por Ricardo Bedoya; considerado como uno de los primeros trabajos que abarca una diversidad de aspectos sobre la historia del cine peruano durante los años de 1897 a 1991.

## Argumento
El texto muestra diversas facetas por las cuales ha transitado la vida del cine en el Perú. Recoge la experiencia de casi un siglo partiendo del año 1897 hasta 1991. Esas facetas congregan y dan a conocer una serie de producciones de películas peruanas, así mismo de las coproducciones y rodajes con países extranjeros en suelo peruano; de igual manera, la distribución y exhibición de filmes, la participación promotora del Estado, la información y la cultura cinematográficas.

## Estructura
El texto está estructurado en capítulos sobre:
- El periodo mudo.
- La primera función.
- El aparato de los Lumiere.
- El público que conoció el cine.
- El empresario de casa Juana.
- Las carpas.
- Las "vistas del natural" peruanas.
- El cine en un espectáculo.
- El cine Americano.
- La prensa cinematográfica.
- La llegada del cine sonoro.
- Tres décadas en el desierto: años cuarenta, cincuenta y sesenta.
- La ley del cine: un nuevo comienzo.
- El llamado cine campesino.

## Ediciones
La primera edición se publicó en 1992 por la Universidad de Lima, Instituto de Cooperación Iberoamericana, Lima, Perú. Luego, en 1995 apareció una segunda edición difundida por Universidad de Lima, Fondo de Desarrollo Editorial, Lima, Perú.